# Ильинская церковь (Гомель)
Ильинская церковь (бел. Свята-Ільінская царква, царква святога Ільі) — действующая старообрядческая церковь в г. Гомеле (Беларусь), памятник белорусского деревянного зодчества конца XVIII века, историко-культурная ценность республиканского значения (2-я категория). Относится к Санкт-Петербургской и Тверской епархии Русской православной старообрядческой церкви. Находится в центральной части города на ул. Комиссарова, недалеко от р. Сож.

## История
Стоит на месте разобранного в 1737 году Спасова старообрядческого храма и установленного вместо него храма пророка Ильи, в свою очередь разобранного в 1793 году.
Современный храм был возведён в 1773—1774 годах и освящён 28 сентября 1794.
В первой половине XIX века при храме существовал смешанный, мужской и женский скит староверов. В 1850 году скит и церковь были закрыты, с 1852 года церковь вновь стала действующей, в 1853 основан единоверческий приход. Вскоре вновь стала старообрядческой. Действовала в советское время.
Состоит из трёх срубов, поставленных один за одним по одной оси: бабинец, средний сруб, 5-гранная алтарная апсида. После возвращения из Турции Емельян Пугачёв приезжал за помощью в гомельскую старообрядческую общину и дважды приходил молиться в эту церковь.